# 四叔丁基甲烷
四叔丁基甲烷是一個假想有机化合物，分子式為C17H36。它的中心碳原子與四個叔丁基鍵合。它會是一種烷烃，是十七烷中最多支鏈的同分异构体。 
根據一些計算，由於緊密的叔丁基之間的空间位阻，這個化合物不能存在。在這種情況下，四叔丁基甲烷是最小的不可能存在的烷烃之一。 
其他計算則認為這個分子是穩定的，其中C–C鍵和中心碳原子（「甲烷」）的键长為166.1 pm。它比普通的C−C鍵更長，目的是為了減輕位阻效应，但是它還是比一些真實存在的分子中的鍵更短。